# ДИР-дайвинг
ДИР-дайвинг (англ. «Doing it right» — «делай это правильно») — набор требований к конфигурации снаряжения и навыкам пловца, позволяющих уменьшить вероятность возникновения нештатной ситуации во время погружения, а также само погружение, проводимое в соответствии с этими рекомендациями. Данный подход к организации погружений является предметом споров среди аквалангистов.